# Toxopoda ozerovi
Toxopoda ozerovi är en tvåvingeart som beskrevs av Iwasa 2008. Toxopoda ozerovi ingår i släktet Toxopoda och familjen svängflugor.
Artens utbredningsområde är Papua Nya Guinea. Inga underarter finns listade i Catalogue of Life.